# پرفکت (بخشدار)

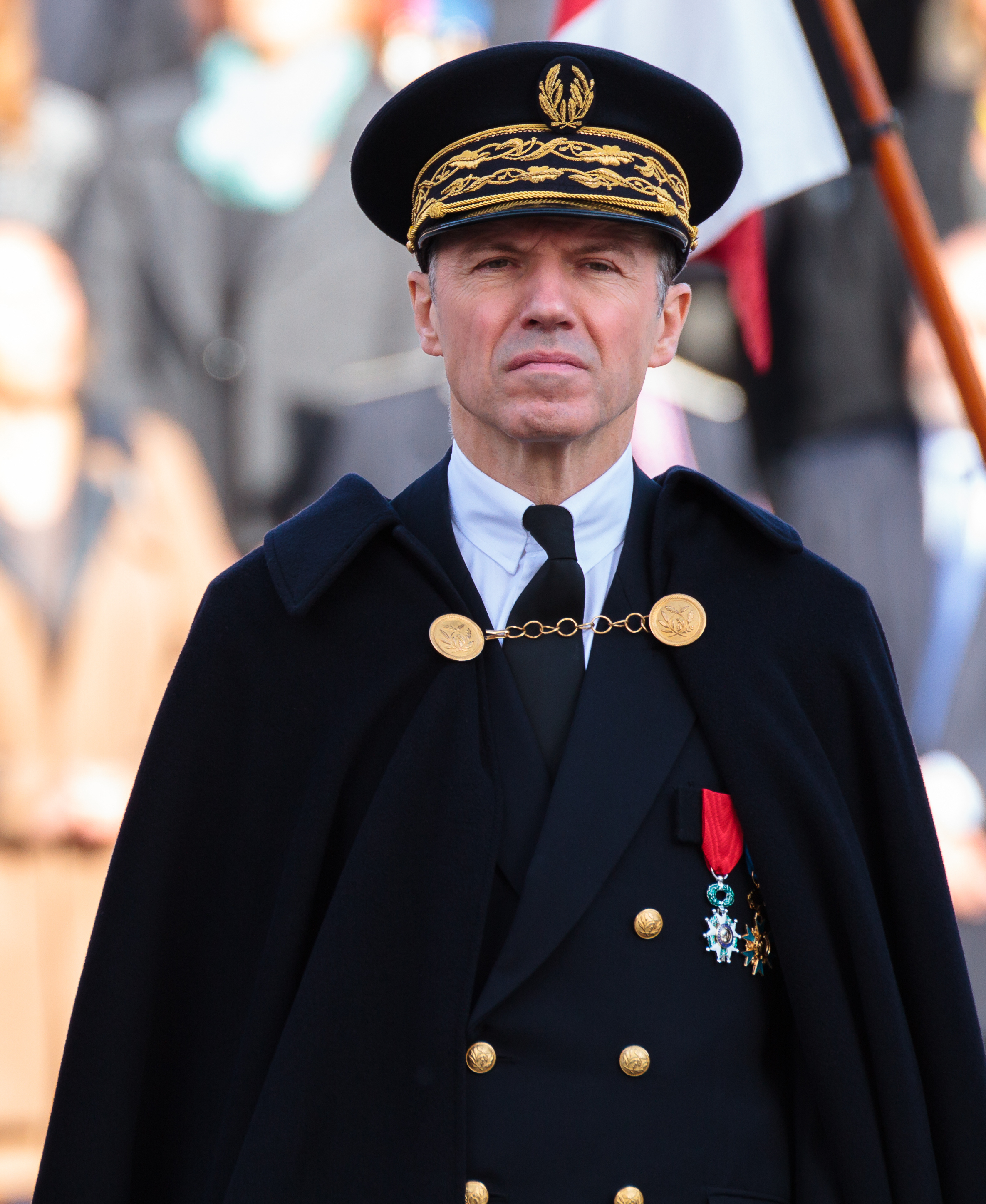
در فرانسه، هر دپارتمان دارای یک پرفکت است که به عنوان نماینده ایالت عمل می‌کند.

پرفکت (انگلیسی: Prefect) در زبان لاتین، عنوان اصلی با تعریف متفاوت است، اما اساساً به رهبر یک منطقه اداری اشاره دارد. به اداره، بخش، یا منطقه تحت کنترل، یک استان گفته می شود، اما در موارد مختلف پس از  امپراتوری روم یک بخشدار بدون استان وجود دارد یا برعکس.